# Дамиба, Поль-Анри Сандаого
Поль-Анри Сандаого Дамиба (фр. Paul-Henri Sandaogou Damiba; род. 2 января 1981, Уагадугу, Республика Верхняя Вольта) — военный и политический деятель Буркина-Фасо, в январе 2022 года организовавший военный переворот в стране.

## Биография
Родился 2 января 1981 года в Уагадугу — столице Буркина-Фасо. Затем обучался в военном училище в Париже, имеет звание подполковника ВС Буркина-Фасо.
Также является обладателем степени магистра криминологии в Национальной консерватории искусств (CHAN) в Париже и сертификата эксперта по обороне в области управления, командования и стратегии.
В 2003—2011 годах, во времена правления президента Блеза Компаоре, служил в Полку президентской охраны. После этого служил командиром артиллерийских подразделений в гг. Дори и Уахигуйя. После попытки переворота, состоявшейся в сентябре 2015 года, на некоторое время покинул Буркина-Фасо. В 2019 году был одним из свидетелей на судебном процессе над организаторами госпереворота 2015 года.
В 2019—2021 годах участвовал в боевых действиях против террористов в качестве командира подразделения армии Буркина-Фасо, в декабре 2021 года был командиром антитеррористической операции на востоке страны. В 2021 году стал автором книги, в которой изложил свои взгляды на борьбу с исламистской угрозой на территории Буркина-Фасо.
3 декабря 2021 года был назначен командующим третьего военного округа, территория которого охватывает города Уагадугу, Манга, Кудугу и Фада Н’Гурма.

## Госпереворот в январе 2022 года
24 января 2022 года военные под руководством Дамиба в эфире национального телевидения объявили о том, что захватили власть в стране, а президент Рок Марк Кристиан Каборе арестован. Также было сообщено о роспуске парламента, приостановке действия Конституции и закрытии границ государства вплоть до особого распоряжения. 31 января 2022 года военные официально объявили Дамиба президентом страны, одновременно сообщив о возобновлении действия Конституции республики.
Вторично приведён к присяге 2 марта 2022 года в качестве президента переходного периода после разработки «дорожной карты», согласно которой передача власти избранному президенту состоится через 36 месяцев. 6 марта назначил правительство во главе с Альбером Уэдраого.
Отстранён от должности в результате военного переворота 30 сентября 2022 года. Временным лидером был назначен капитан Ибрагим Траоре. Сам Дамиба бежал в Того.